# 全日本アラブクイーンカップ
全日本アラブクイーンカップ（ぜんにほんアラブクイーンカップ）とは兵庫県競馬組合の園田競馬場でかつて行われていたアングロアラブ系牝馬による中央地方全国交流重賞競走である。

## 概要
第1回は1981年。兵庫県営競馬が組合組織化されたことを記念した周年記念の一環として、アラブのメッカにふさわしく地方競馬全国のアラブ系牝馬を招待してその年のアラブ女王決定戦という位置づけで開幕した。1985年から1995年にかけては中央競馬所属馬も出走可能であった。全国交流競走時代は地元兵庫の所属馬が10勝、その他愛知5勝、笠松2勝と東海・近畿勢の活躍が目立った。
しかし、アラブ系競走馬の激減に伴い重賞競走を開催する頭数確保が困難になったことから2000年度は交流の体裁をとりつつも全日本のタイトルを外し兵庫アラブクイーンカップとして開催。同年をもって廃止となった。
2001年からはサラブレッドとの混成による特別競走「兵庫クイーンカップ」に転換されたが（出走馬は兵庫所属馬のみ）、2004年度から東海・北陸・近畿地区交流重賞に格上げされ、回数も2004年度を改めて第1回とした。

## 歴代優勝馬
| 回数   | 施行日         | 優勝馬                    | 所属 | 性齢 | タイム | 優勝騎手          | 管理調教師 |
| ------ | -------------- | ------------------------- | ---- | ---- | ------ | ----------------- | ---------- |
| 第1回  | 1981年10月21日 | チヨウキユウガバナ        | 兵庫 | 牝3  | 1:50.9 | 保利良次          | 武田広臣   |
| 第2回  | 1982年10月11日 | ミヤシロライデン          | 愛知 | 牝4  | 2:01.0 | 田中敏和          | 野島豊     |
| 第3回  | 1983年10月12日 | サンスカレー              | 兵庫 | 牝5  | 2:00.4 | 田中道夫          | 森澤憲一郎 |
| 第4回  | 1984年10月17日 | センターモナナ            | 兵庫 | 牝4  | 2:00.2 | 松浦正勝          | 溝橋弘     |
| 第5回  | 1985年10月11日 | ザパルテノス              | 福山 | 牝4  | 2:01.5 | 藤井勝也          | 東森實     |
| 第6回  | 1986年10月10日 | ザパルテノス              | 福山 | 牝5  | 2:01.4 | 藤井勝也          | 東森實     |
| 第7回  | 1987年10月7日  | ホーエイフアスト          | 愛知 | 牝3  | 2:00.9 | 鈴木純児          | 梅北薫     |
| 第8回  | 1988年10月12日 | シルバーブリツト          | 兵庫 | 牝5  | 1:58.0 | 保利良次          | 曾和直榮   |
| 第9回  | 1989年10月11日 | ミナトクイン              | 兵庫 | 牝5  | 1:57.7 | 森繁              | 森澤憲一郎 |
| 第10回 | 1990年10月10日 | ホマレギヤル              | 川崎 | 牝3  | 2:00.5 | 高橋三郎          | 照沼一二   |
| 第11回 | 1991年10月16日 | ニシノラツキー            | 愛知 | 牝6  | 2:01.4 | 圓田修            | 内村寛司   |
| 第12回 | 1992年10月14日 | スズノキャスター          | 笠松 | 牝4  | 1:56.9 | 安藤勝己          | 鈴木良文   |
| 第13回 | 1993年10月12日 | スズノキャスター          | 笠松 | 牝5  | 1:57.4 | 濱口楠彦          | 鈴木良文   |
| 第14回 | 1994年10月11日 | マキシムオージョ          | 愛知 | 牝6  | 1:59.9 | 望月高司          | 山本榮二   |
| 第15回 | 1995年10月11日 | ヒカサクィーン            | 兵庫 | 牝6  | 1:58.8 | 尾林幸二          | 濱口正行   |
| 第16回 | 1996年10月9日  | ヒカサクィーン            | 兵庫 | 牝7  | 1:57.5 | 尾林幸二          | 濱口正行   |
| 第17回 | 1997年10月2日  | フェイトスター            | 兵庫 | 牝5  | 1:59.1 | 尾林幸二          | 増田勝彦   |
| 第18回 | 1998年10月7日  | サンデンビスタ            | 愛知 | 牝5  | 1:59.6 | 岡部誠            | 荒木市雄   |
| 第19回 | 1999年10月7日  | キクノパワフル            | 兵庫 | 牝4  | 1:48.4 | 坂本和也          | 戸田山孝次 |
| 第20回 | 2000年10月5日  | クインラマ グリンティアラ | 兵庫 | 牝4  | 2:04.0 | 永島太郎 岩田康誠 | 森澤憲一郎 |

- 競走名：第1回 「アラブクイーンカップ」、第20回 「兵庫アラブクイーンカップ」
- 距離：第1回 ダート1630m、第2～18回 1800m、第19回 1700m、第20回 1870m
- 出走条件：アングロアラブ系3歳以上牝馬・地方全国
- 優勝馬の馬齢は2000年以前も現表記を用いている。

### 親仔制覇
過去に1組の親仔制覇の例がある。
| 組  | 親馬名             | 性別 | 優勝回 | 仔馬名     | 性別 | 優勝回 |
| --- | ------------------ | ---- | ------ | ---------- | ---- | ------ |
| 1組 | チヨウキユウガバナ | 牝馬 | 第1回  | クインラマ | 牝馬 | 第20回 |